# Chambre de commerce et d'industrie de Limoges et de la Haute-Vienne
La chambre de commerce et d'industrie de Limoges et de la Haute-Vienne est la CCI du département de la Haute-Vienne. Son siège est à Limoges, 16 place Jourdan.
Elle fait partie de la CCI Nouvelle-Aquitaine.

## Missions
À ce titre, elle est un organisme chargé de représenter les intérêts des entreprises commerciales, industrielles et de services de la Haute-Vienne et de leur apporter certains services. C'est un établissement public qui gère en outre des équipements au profit de ces entreprises.
Comme toutes les CCI, elle est placée sous la double tutelle du ministère de l'Industrie et du ministère des PME, du Commerce et de l'Artisanat.

### Service aux entreprises
- Centre de formalités des entreprises (inscriptions et modifications du RCS, aides ACCRE, enregistrement des contrats d'apprentissage, formalités export),
- Pôle création - reprise : accompagnement à l'entrepreneuriat, de l’idée jusqu’à la concrétisation du projet. Réunions d’information pour découvrir le métier de chef d’entreprise, entretiens personnalisés et appui au montage du projet (élaboration du plan d'affaires). Formation certifiante « 5 jours pour entreprendre ». Solutions d’hébergement en formules pépinière, hôtel d’entreprises et domiciliation commerciale du siège social. Suivi de la jeune entreprise. Pour les repreneurs : proposition d'opportunités diagnostiquées, approche directe et mises en relation avec des cédants (réseau TRANSENTREPRISE).
- Assistance technique au commerce, aux services et à l'industrie,
- Assistance technique spécialisée (droit social, gestion des RH, juridique, environnement, sécurité...),
- Service d'accueil de nouveaux collaborateurs (en partenariat avec Habitat 1% Limousin).

### Gestion d'équipements
- Aéroport de Limoges-Bellegarde ;
- La Boîte à Business (Limoges) ;
- Pépinière d'entreprises des Portes de Vassivière à Eymoutiers.

### Centres de formation
- CCI Formation ;
- Campus consulaire (ESCS et ISIH) ;
- Groupe d'enseignement supérieur (École d'ingénieurs en informatique - 3IL, master européen en informatique, ESSEL, ISFOGEP).

## Histoire
- 1858 :  création de la chambre de commerce.